# Yucay
Yucay es un pueblo peruano. Es asimismo capital del distrito de Yucay en la provincia de Urubamba, región Cuzco. 
Tiene una población de 2643 habitantes en el 1993. Está a una altitud de 2,800 m s. n. m. y situado a unos 68 kilómetros de la ciudad del Cuzco.
La zona monumental de Yucay fue declarado patrimonio histórico del Perú el 25 de marzo de 1991 mediante el R.J.N° 348-91-1NC/J.

## Galería

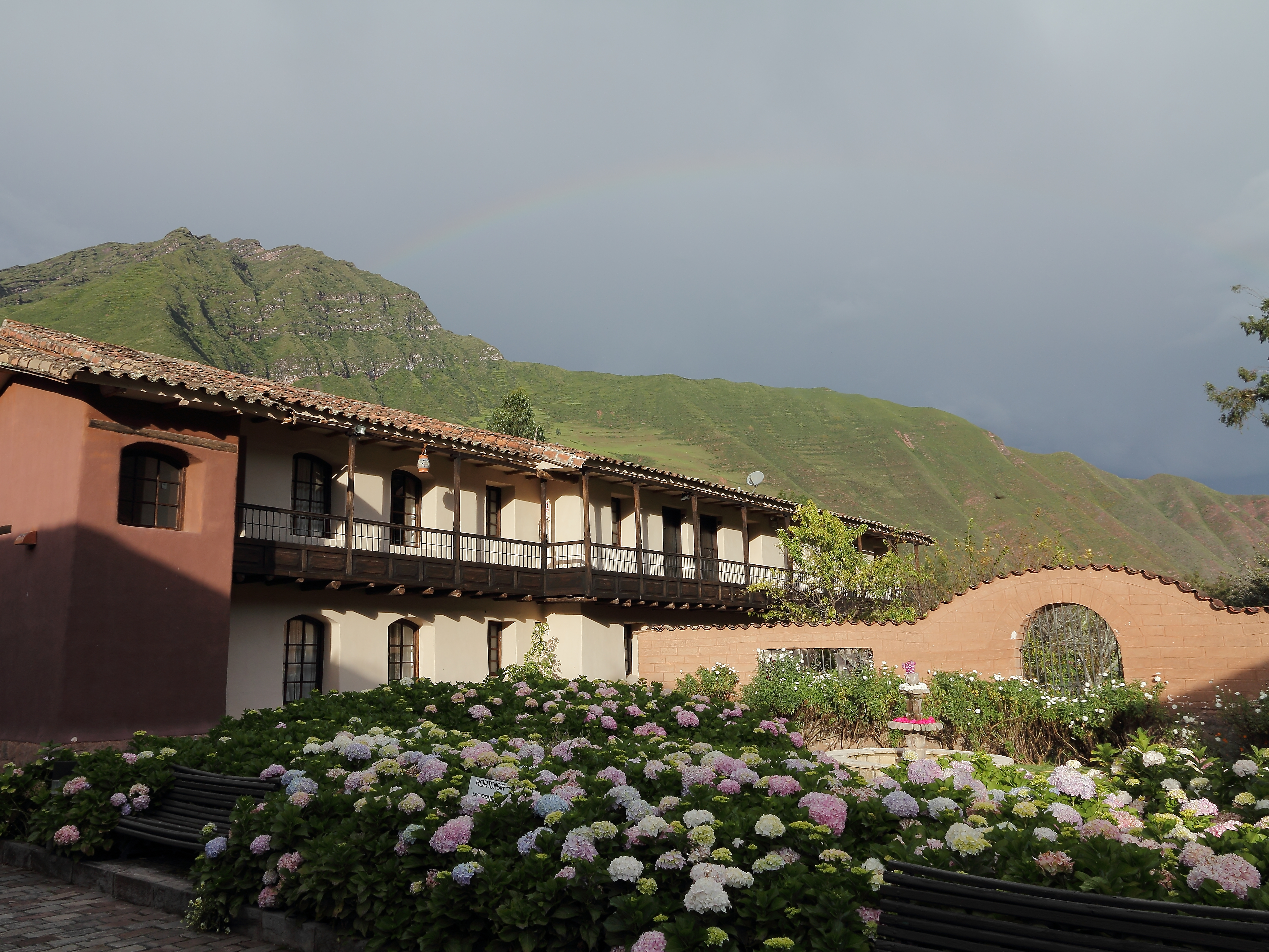
Hotel Sonesta Posada del Inca
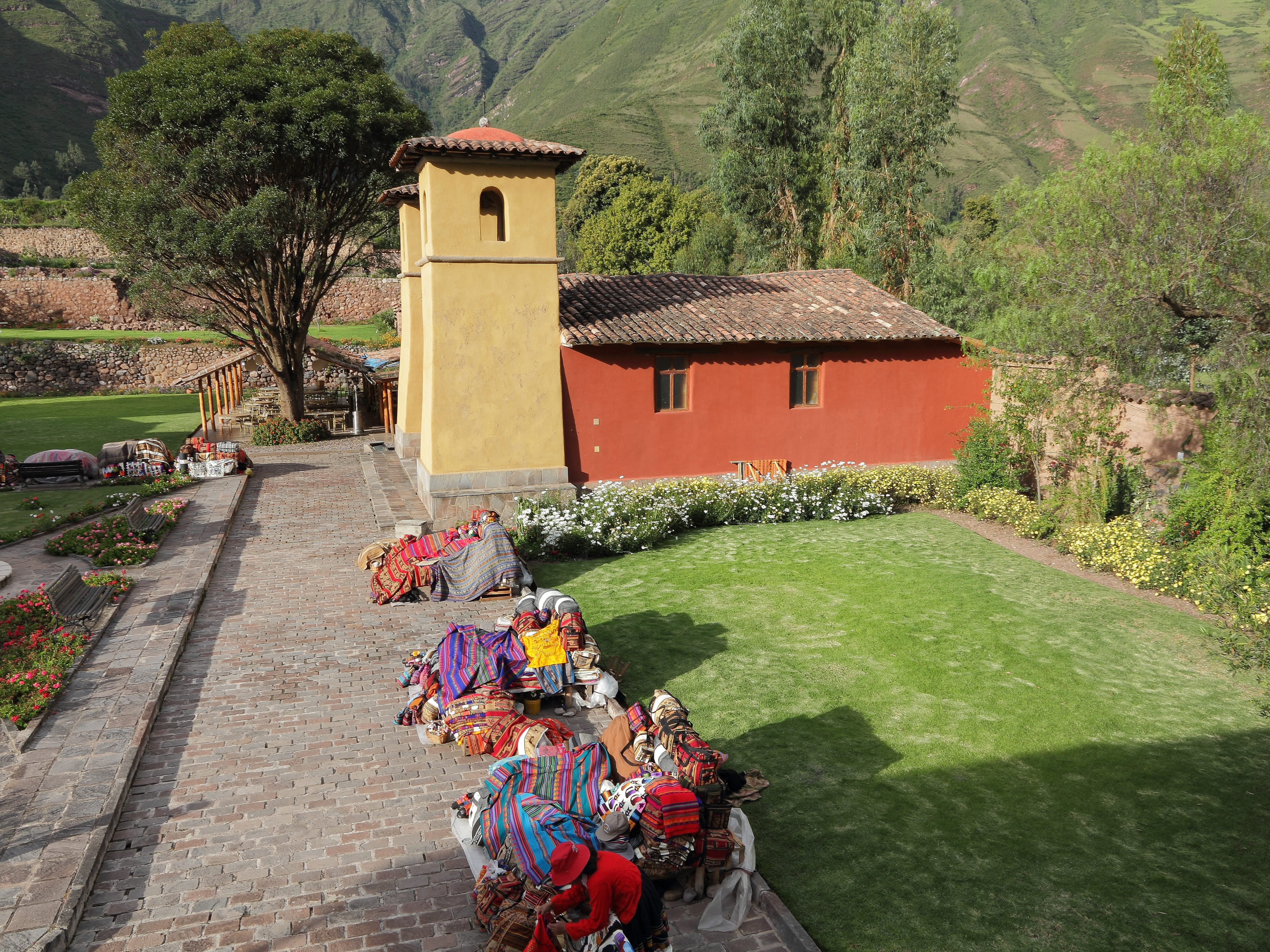
Hotel Sonesta Posada del Inca

## Clima
| Parámetros climáticos promedio de Yucay | Parámetros climáticos promedio de Yucay | Parámetros climáticos promedio de Yucay | Parámetros climáticos promedio de Yucay | Parámetros climáticos promedio de Yucay | Parámetros climáticos promedio de Yucay | Parámetros climáticos promedio de Yucay | Parámetros climáticos promedio de Yucay | Parámetros climáticos promedio de Yucay | Parámetros climáticos promedio de Yucay | Parámetros climáticos promedio de Yucay | Parámetros climáticos promedio de Yucay | Parámetros climáticos promedio de Yucay | Parámetros climáticos promedio de Yucay |
| Mes                                     | Ene.                                    | Feb.                                    | Mar.                                    | Abr.                                    | May.                                    | Jun.                                    | Jul.                                    | Ago.                                    | Sep.                                    | Oct.                                    | Nov.                                    | Dic.                                    | Anual                                   |
| --------------------------------------- | --------------------------------------- | --------------------------------------- | --------------------------------------- | --------------------------------------- | --------------------------------------- | --------------------------------------- | --------------------------------------- | --------------------------------------- | --------------------------------------- | --------------------------------------- | --------------------------------------- | --------------------------------------- | --------------------------------------- |
| Temp. máx. media (°C)                   | 19                                      | 19                                      | 19                                      | 20                                      | 20                                      | 19.5                                    | 19                                      | 20                                      | 20                                      | 21                                      | 21                                      | 21                                      | 19.9                                    |
| Temp. media (°C)                        | 14.7                                    | 14.4                                    | 14.6                                    | 14.4                                    | 13.6                                    | 12.6                                    | 12.4                                    | 13.3                                    | 14.3                                    | 15.6                                    | 15.5                                    | 14.8                                    | 14.2                                    |
| Temp. mín. media (°C)                   | 7                                       | 7                                       | 6                                       | 5                                       | 2                                       | 0.5                                     | 0                                       | 2                                       | 4                                       | 5.5                                     | 6                                       | 6                                       | 4.3                                     |
| Fuente n.º 1: Accuweather               |                                         |                                         |                                         |                                         |                                         |                                         |                                         |                                         |                                         |                                         |                                         |                                         |                                         |
| Fuente n.º 2: climate-data.org          |                                         |                                         |                                         |                                         |                                         |                                         |                                         |                                         |                                         |                                         |                                         |                                         |                                         |

## Lugares de interés
- Pueblo de Yucay[6]
- Andenes de Yucay[7]

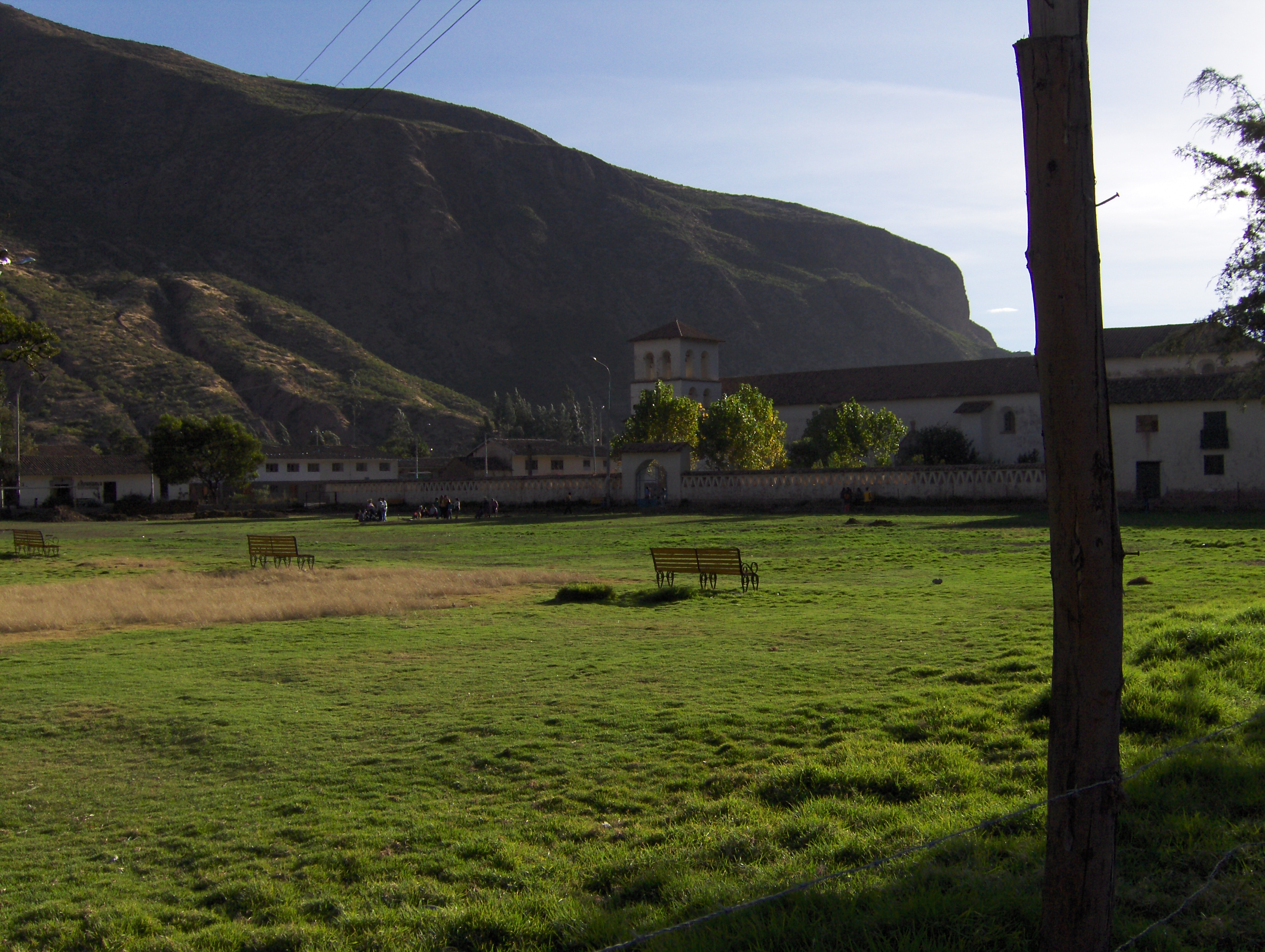

- Sector arqueológico de los Andenes de Yucay[8]
- Grupo arqueológico de Inka Raqay[9]
- Templo Santiago Apóstol de Yucay[10]
- Pinturas Rupestres de Yucay[11]
- Nevado de San Juan[12]
- Capilla Virgen de la O[13]
- Grupo arqueológico del Palacio de Sayri Tupac[14]
- Casa de la Ñusta[15]

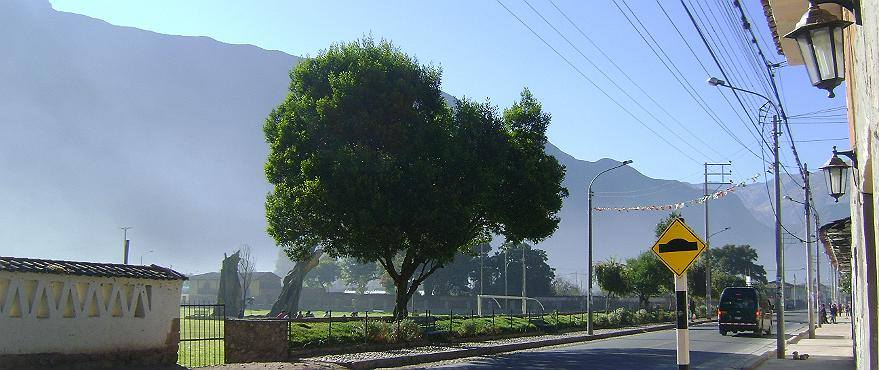
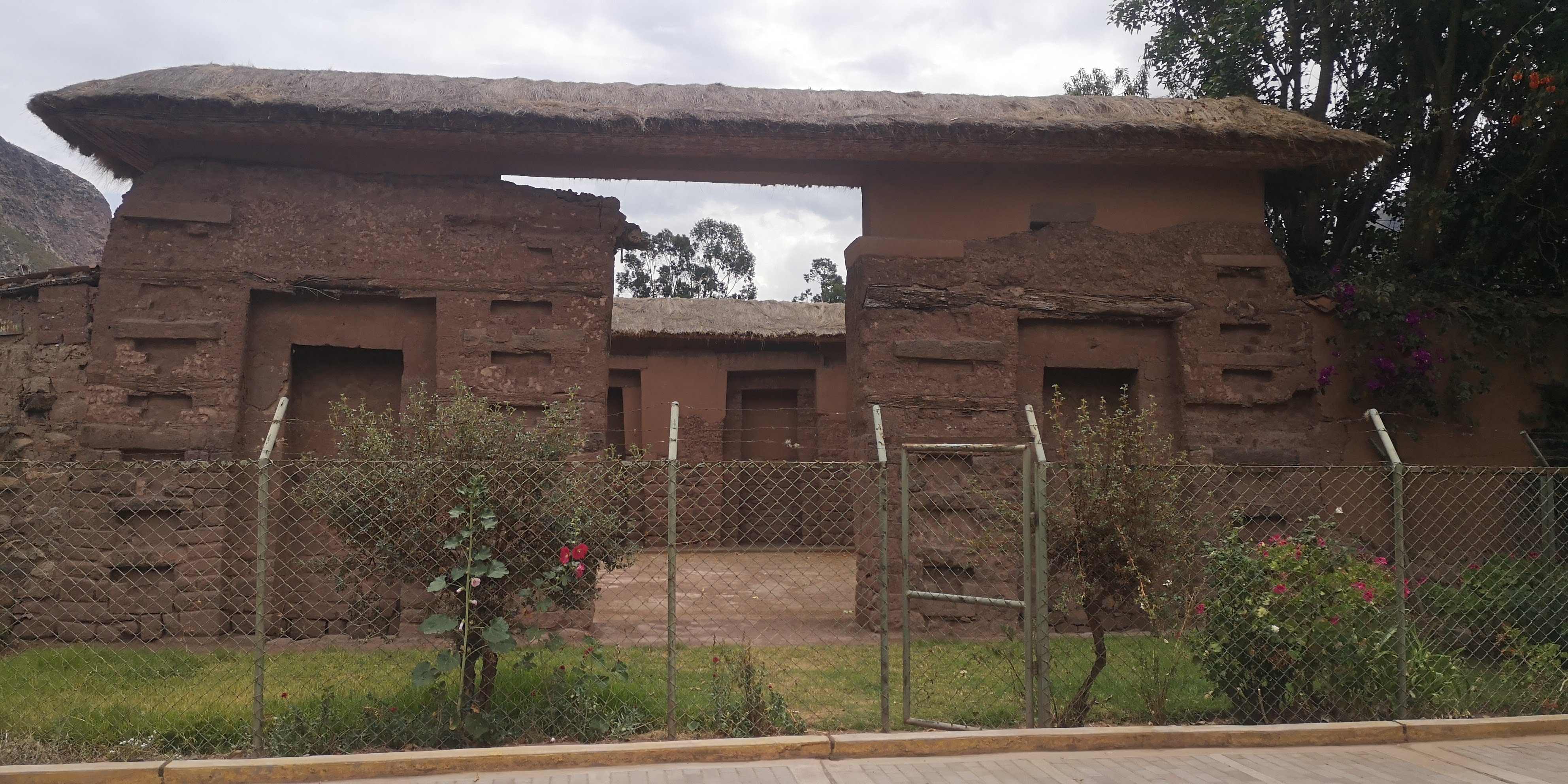
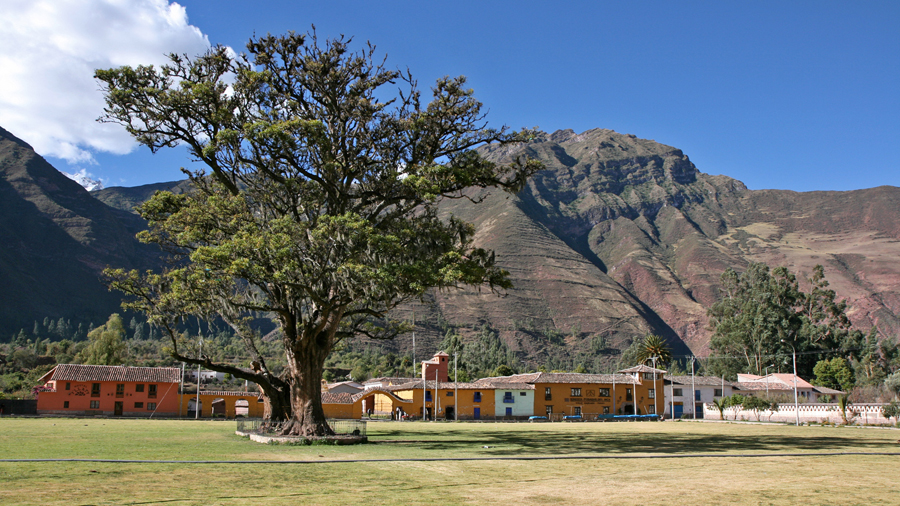
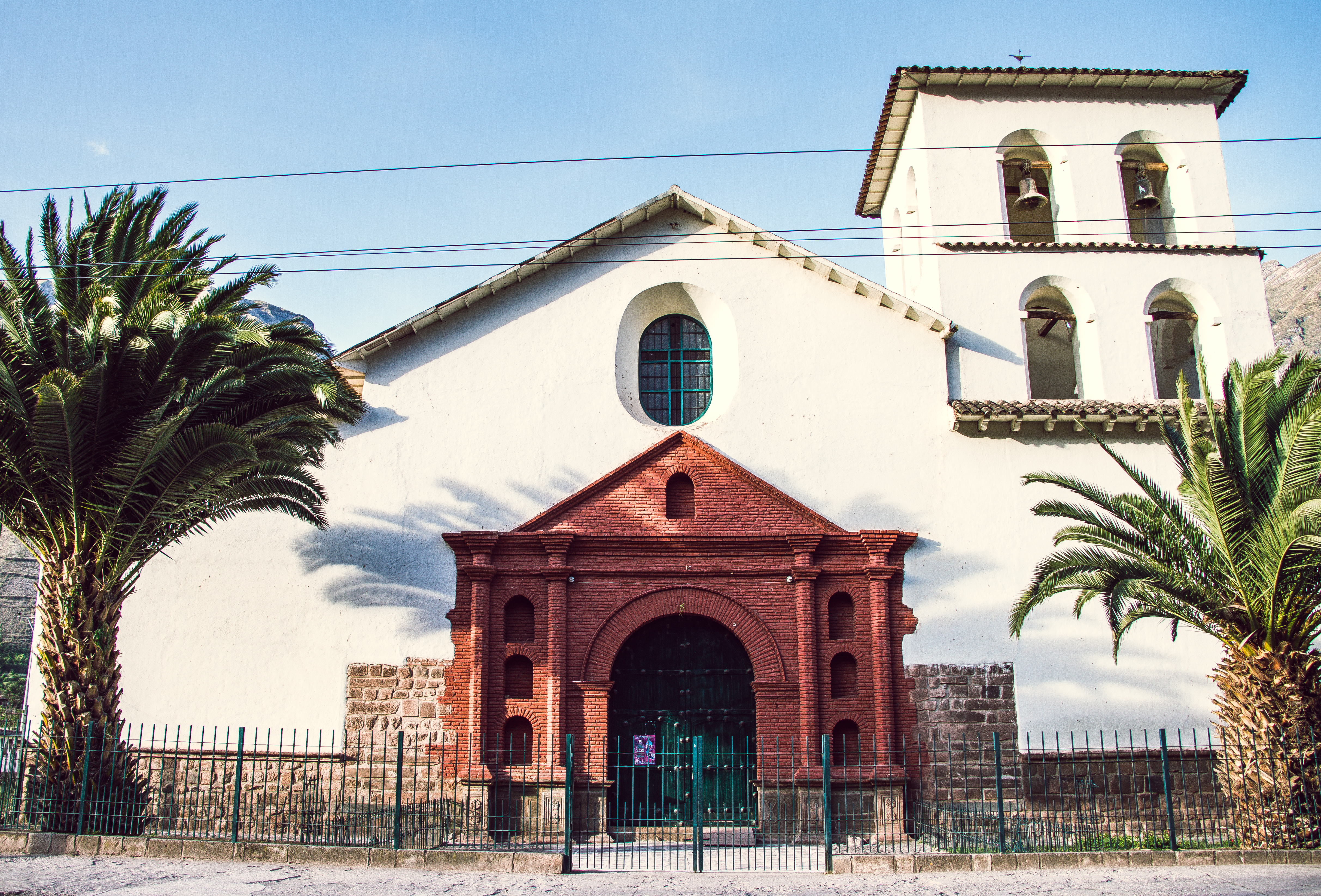
Templo Santiago Apóstol de Yucay
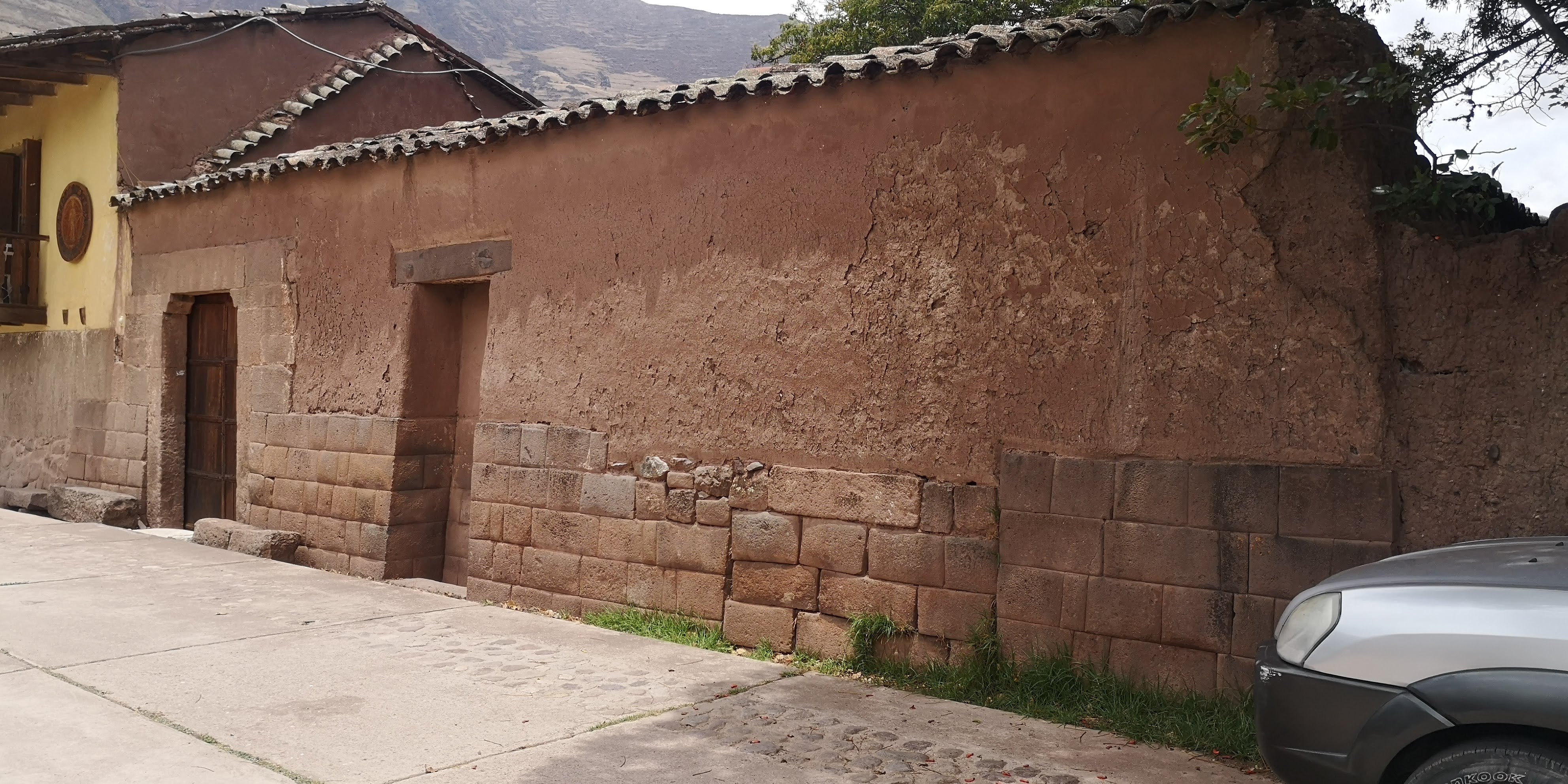
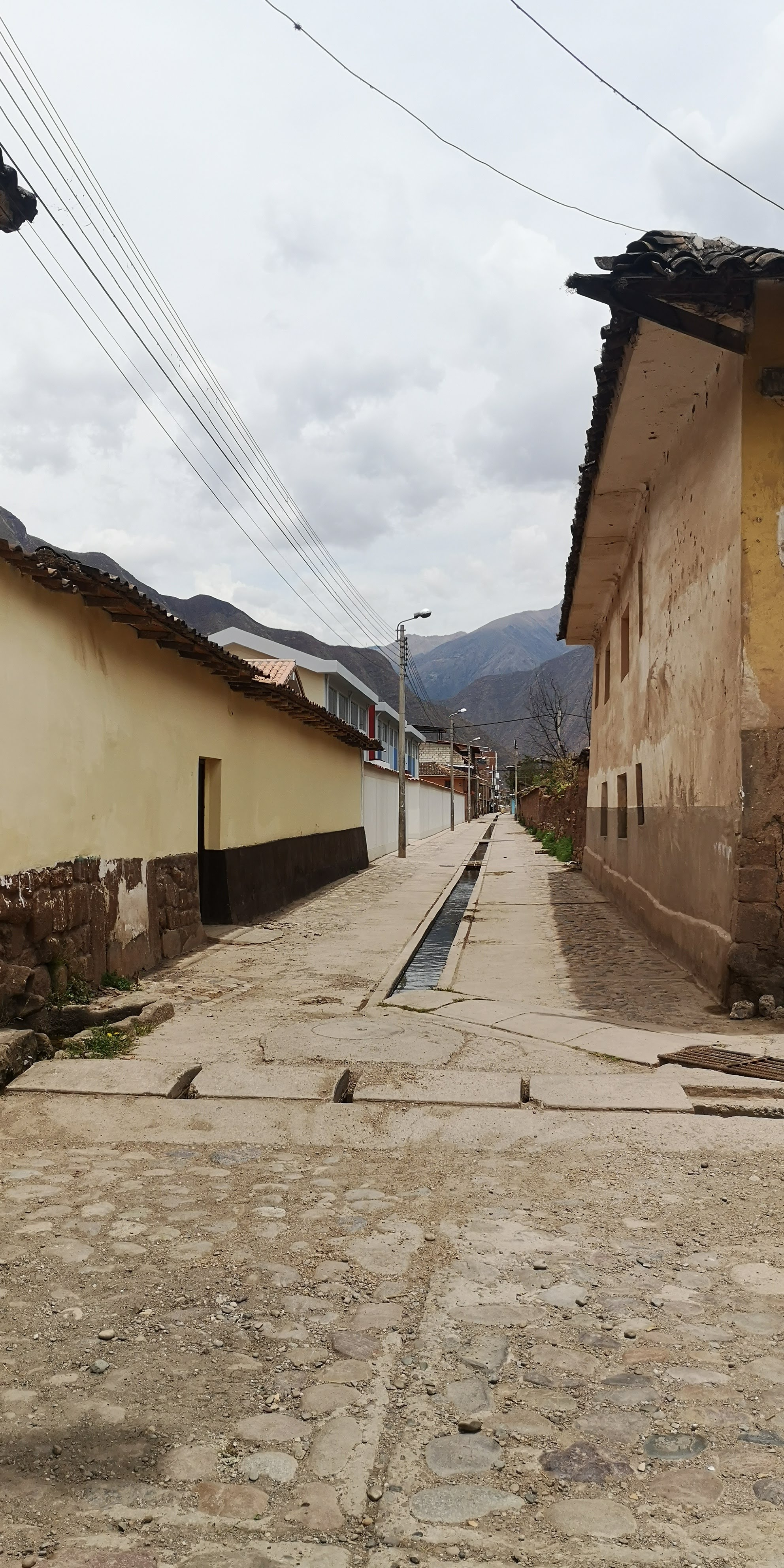

## Cultura
- Fiesta de la Cruces de Pentecostés de Yucay[16]